# 45. п. н. е.

## Догађаји
- 1. јануар — Уводи се јулијански календар.
- 17. март — Јулије Цезар је у бици код Мунде нанео тежак пораз војсци попмејеваца Тита Лабијена, Публија Ација Вара и Гнеја Помпеја Млађег.

## Смрти
- 17. март — Тит Лабијен, римски генерал (р. 100. п. н. е.)
  - Публије Ације Вар, римски гувернер
- 12. април — Гнеј Помпеј Млађи, син Попмеја Великог